# Haplodrassus dumdumensis
Haplodrassus dumdumensis är en spindelart som beskrevs av Benoy Krishna Tikader 1982. Haplodrassus dumdumensis ingår i släktet Haplodrassus och familjen plattbuksspindlar. Inga underarter finns listade i Catalogue of Life.